# Aphengium sordidum
Aphengium sordidum är en skalbaggsart som beskrevs av Edgar von Harold 1868. Aphengium sordidum ingår i släktet Aphengium och familjen bladhorningar. Inga underarter finns listade i Catalogue of Life.